# Carolina Bonafede
Carolina Bonafede, nata Pizziconi (Piacenza, 7 agosto 1811 – Bologna, 6 giugno 1888), è stata una scrittrice e biografa italiana, attiva a Bologna tra gli anni quaranta e settanta dell'Ottocento, nota come autrice del repertorio biografico di donne bolognesi, Cenni biografici e ritratti d'insigni donne bolognesi (1845), oltre che di novelle, memorie e scritti legati alla storia e al contesto culturale felsineo.
Bonafede ha fatto parte della generazione di donne che scrisse le prime opere di storia patriottica risorgimentale utilizzando soprattutto il genere della memorialistica, in particolare con il racconto delle biografie dei familiari protagonisti delle battaglie per l'unificazione italiana.

## Biografia

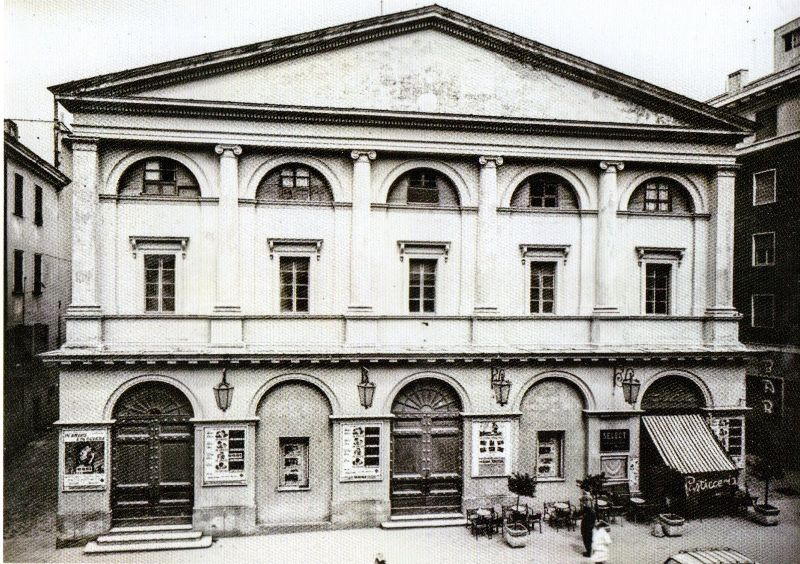
Civitavecchia. Teatro Traiano

Carolina Pizziconi nacque a Piacenza il 7 agosto 1811, primogenita della "numerosissima figliolanza" di Antonia Antinori e Gaspare Pizzigoni, negoziante di gioielli. All'età di quattro anni venne adottata dalla zia materna Teresa Antinori e dal marito Luigi Cirri, che non avevano figli, e visse con questa nuova famiglia prima a Roma e poi a Civitavecchia. Solo quando si sposò in giovane età - aveva quindici o sedici anni - con il romano Vincenzo Sabatini, sottotenente della milizia pontificia, Carolina apprese, attraverso i documenti necessari per il matrimonio, che non erano i Cirri i suoi veri genitori e che aveva dei fratelli a Piacenza.
Nel febbraio del 1830 Vincenzo Sabatini morì, lasciando vedova la diciannovenne Carolina, incinta, e orfano il primogenito Luigi, di venti mesi.
Poco più di un anno dopo la giovane si risposò con il cesenate, di origini marchigiane, Marco Aurelio Bonafede, capitano di guarnigione a Civitavecchia, ex combattente dell'esercito napoleonico. Anche lui vedovo, da giovanissimo si era arruolato come volontario e aveva partecipato alla campagna di Russia. Fu probabilmente il marito, vicino agli ambienti carbonari mazziniani bolognesi, a far nascere in Carolina l’interesse per la storia e a far crescere in lei il sentimento patriottico.
I Bonafede risiedettero fino al 1939 a Civitavecchia, dove Carolina ebbe accesso ai salotti più importanti della città e conobbe gli intellettuali Pietro Manzi e Benedetto Blasi.

### Da Civitavecchia a Bologna

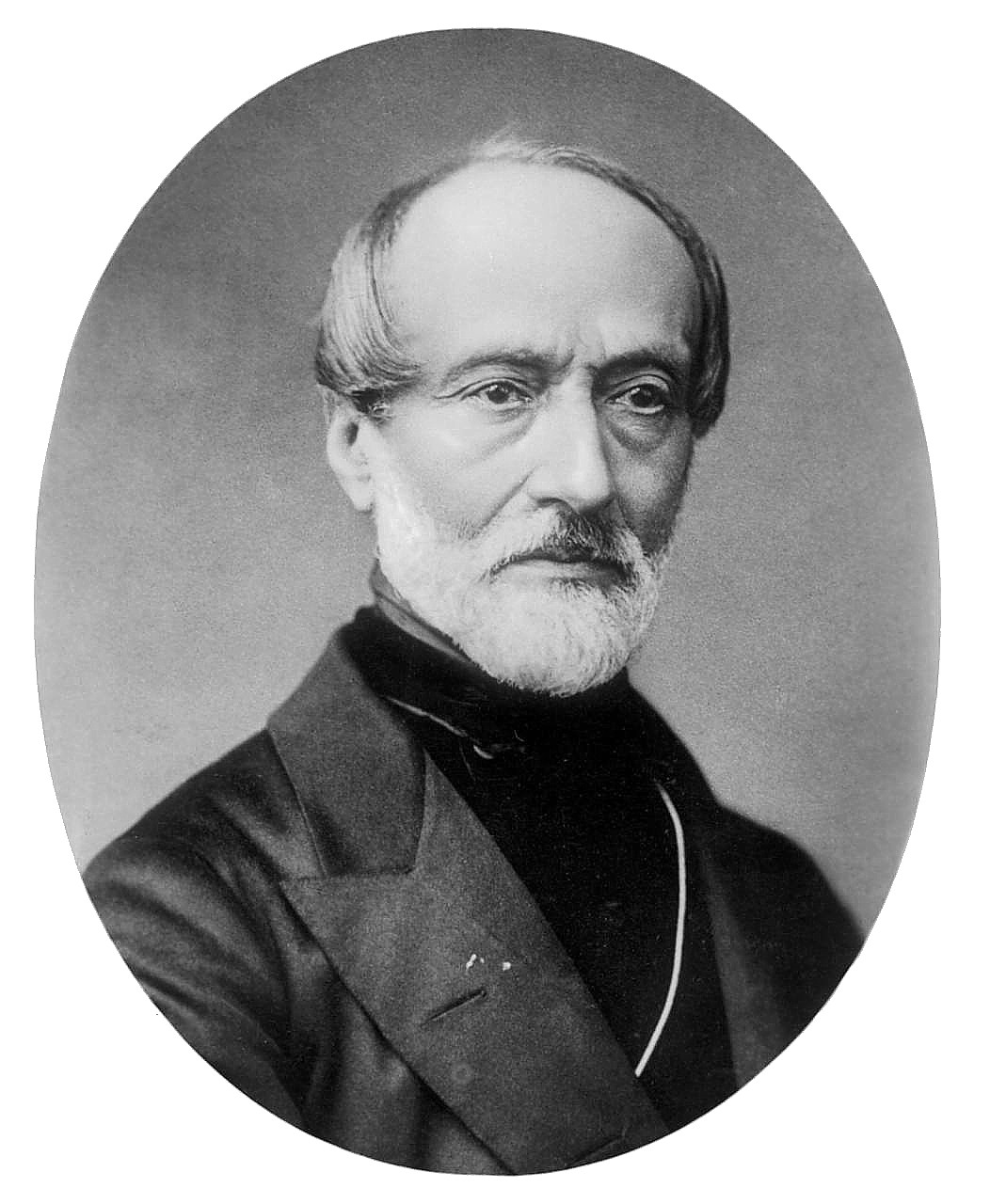
Giuseppe Mazzini, 1860

Nel 1840 si stabilì con il marito e il secondogenito Vincenzo a Bologna, città in cui Marco Aurelio Bonafede venne nominato comandante della Piazza. Nel 1843 la carriera di quest'ultimo si interruppe bruscamente: venne destituito dalla carica perché si rifiutò di aprire il fuoco contro i giovani mazziniani promotori di un moto insurrezionale contro il governo pontificio.
L'anno dopo Bonafede morì in circostanze poco chiare; mentre alcune voci ipotizzarono che si fosse trattato di un avvelenamento, la famiglia sostenne che egli era morto di "crepacuore", indicando in Stanislao Freddi, colonnello dei carabinieri pontifici, acerrimo nemico del movimento mazziniano in Romagna, distintosi per aver sottoposto a giudizio sommario i protagonisti del moto di Savigno, l'autore delle angherie e dei dispiaceri che lo avrebbero poi condotto alla morte.
Carolina risiedette nel capoluogo emiliano per quasi cinquant'anni, in un appartamento in via del Poggiale, oggi via Nazario Sauro. Dopo la morte del marito, da autodidatta, avviò la sua attività di scrittrice.

### Esordio letterario
Nel 1845 pubblicò il suo primo libro, Cenni biografici e ritratti d'insigni donne bolognesi, il cui il fine dichiarato era fornire nobili esempi per l''educazione delle giovinette, “leggiadro ornamento della patria […] nel cui avvenire si compieranno tante belle speranze”.
Anche le opere successive furono animate dall'intento pedagogico di sostenere e trasmettere i valori risorgimentali, incarnati nelle vicende biografiche della sua stessa famiglia.
Carolina Bonafede partecipò alla vita culturale della città e coltivò contatti e scambi con diverse personalità attive nei circoli della produzione letteraria ed editoriale, come il bibliofilo Gioacchino Muñoz, l'erudito Ottavio Mazzoni Toselli, la collaboratrice del settimanale scientifico letterario Il Solerte Claudia Borzaghi Vesi, la poetessa e direttrice della Scuola Superiore Femminile di Bologna Teodolinda Franceschi Pignocchi, amica di Adelaide Zappoli Venturini, Michelangelo Gualandi, gli scrittori Giuseppe Bustelli, Cesare Monari, Luca Vivarelli e Luigi Mercantini che dal 1860 al 1865 fu docente presso l’Accademia di Belle Arti di Bologna.

### Gli articoli sulPiccol Renoe il 1848
La sua passione per la scrittura era iniziata diversi anni prima della pubblicazione del Plutarco femminile, come dimostra il ricco articolo di quattro pagine, Cenno storico di Civita-Vecchia. Lettera di Carolina Bonafede al suo figlio Luigi, apparso sul periodico settimanale bolognese Il Piccol Reno nel settembre del 1845, ma composto dall'autrice nel 1841, su sollecitazione del primogenito che le chiedeva informazioni sulla città. 

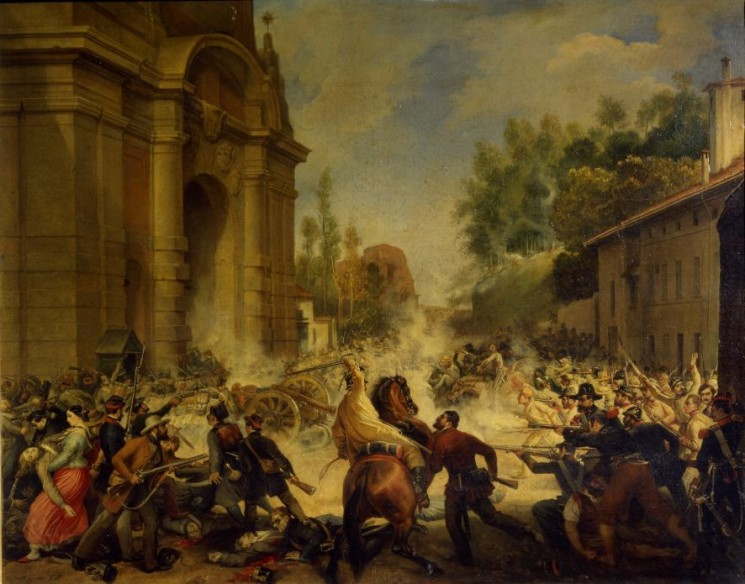
Antonio Muzzi, Cacciata degli austriaci da Bologna l'8 agosto 1848

Il figlio Luigi, dopo il trasferimento dei genitori e del fratello Vincenzo a Bologna, era rimasto a vivere con i Cirri, i nonni adottivi e nel 1838, per indirizzarlo al sacerdozio, era stato iscritto al collegio romano dei Canonici regolari del Santissimo Salvatore lateranense. Dopo alcuni anni, tuttavia, il ragazzo manifestò il desiderio di seguire, come il patrigno, la carriera militare, e dal giugno del 1841 questi lo iscrisse ad un collegio militare a Bologna. Nell'articolo del Piccol Reno, che comprendeva un excursus storico su Civitavecchia e le sue bellezze, corredato da alcuni appunti autobiografici, la madre, rivolgendosi a Luigi, il "piccolo cadetto dei dragoni pontificii", gli ricordò come ora i suoi doveri, in quanto milite, fossero "centuplicati", perché "è la ragione della sua terra e del padre suo, ed il sovrano de' suoi fratelli che difende".
Nel 1848 Luigi, soldato di cavalleria, e il fratello diciottenne Vincenzo erano impegnati contro gli Austriaci in Veneto, e in seguito parteciparono entrambi alla difesa della Repubblica romana. Quando i francesi ristabilirono il papa a Roma si dimisero entrambi dal corpo dei dragoni.
Nell'introduzione alle Memorie letterarie e biografia di Ottavio Mazzoni Toselli, la rivoluzione del '48 e la partecipazione dei figli alla prima guerra d'indipendenza venne interpretata da Bonafede, sulla base delle proprie vicende familiari, come il proseguimento e il trionfo degli ideali di liberazione nazionale sostenuti dal marito durante le campagne napoleoniche. L'opera si presenta come una biografia dello studioso bolognese Ottavio Mazzoni Toselli (1778-1847), filologo e storico morto un anno prima, autore di un Dizionario gallo-italico, di studi sull'archivio criminale di Bologna e di uno scritto sul processo intentato nel 1665 contro Lucia Tolomelli, sospettata di aver avvelenato la pittrice e incisora Elisabetta Sirani.
Nella lettera di cordoglio rivolta alla vedova dell'erudito bolognese contenuta nelle Memorie, la scrittrice, ricordando le proprie sventure e la morte del colonnello Bonafede "vittima de' raggiri e delle insidie", indicò la ragione che le aveva dato la forza di reagire:
(Carolina Bonafede, Memorie letterarie e biografia di Ottavio Mazzoni Toselli, 1848)

### I racconti degli anni cinquanta

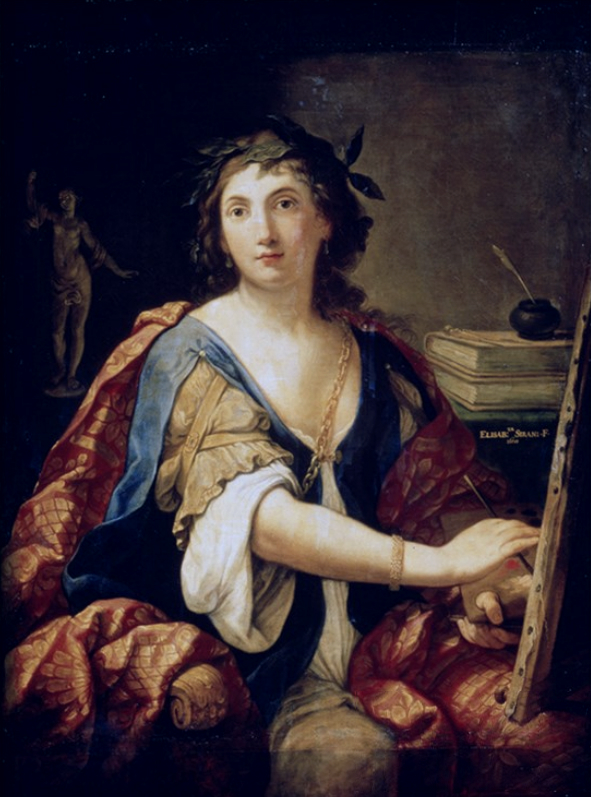
Elisabetta Sirani, Autoritratto, 1658

Negli anni cinquanta in città crebbe l'attenzione per le artiste bolognesi e in particolare la pittrice barocca Elisabetta Sirani divenne oggetto di diversi studi da parte degli intellettuali bolognesi, alla ricerca di figure simbolo della storia della propria città. Dopo averle dedicato dedicato un capitolo nel suo repertorio biografico del 1845, Bonafede la rese protagonista di un suo racconto nel 1852 e di un'opera teatrale nel 1856.
In quello stesso periodo pubblicò su commissione, sulla strenna bolognese Il lieto augurio, la novella Sofia Mansfeld (1853), ispirata al racconto Il vaso prussiano di Maria Edgeworth, ed Episodio per romanzo storico (1855), una novella incentrata sulle vicende di una famiglia ungherese durante la guerra contro gli Ottomani nel 1716/18, in cui le due donne protagoniste assumono le redini della famiglia dopo la partenza al fronte dei propri familiari. Nel 1856 nell'Albo felsineo si ha traccia di un racconto della scrittrice intitolato Gli studenti, e sottotitolato "novella storico-romantica del secolo XIV".
Questi scritti, oltre che rappresentare un periodo di fertile produzione letteraria, segnalano la contiguità di Bonafede con i protagonisti più noti e vivaci dell'ambiente letterario bolognese: collaboravano infatti a queste pubblicazioni importanti intellettuali e patrioti bolognesi, come Carlo Pepoli, Salvatore Muzzi e Fanny Ghedini Bortolotti.
Tornati a Bologna nel 1850, i figli della scrittrice si dedicarono inizialmente ad altre attività; Luigi coltivò l'arte del canto e si esibì nei teatri come baritono. Insieme al fratello Vincenzo, nel 1853 venne coinvolto nel moto repubblicano che doveva scoppiare nelle Romagne subito dopo la rivolta di Milano. Al fallimento del previsto sollevamento della città lombarda, a Bologna seguì un'ondata di repressione poliziesca che colpì i membri dei comitati mazziniani. Vincenzo fuggì in Piemonte per sottrarsi all'arresto e si arruolò nella legione anglo-italiana; di stanza in Lancashire, conobbe la futura sposa Penelope Every-Clayton. Luigi nel 1853 venne arrestato, torturato e processato con i membri del comitato bolognese mazziniano. Graziato nel 1855, riprese la sua carriera di baritono.
Nel 1859 entrambi i fratelli ritornano a combattere nelle guerre d'indipendenza.

### LeMemoriedegli anni sessanta

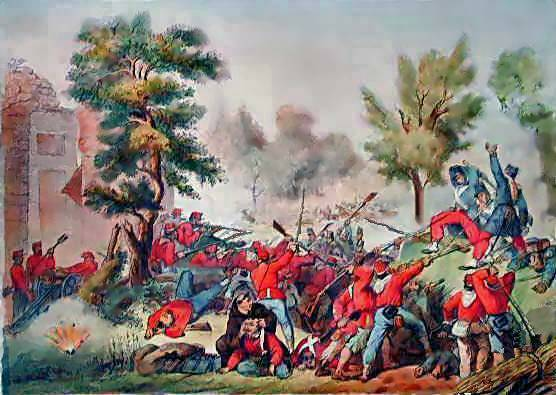
Battaglia del Volturno, 1861

Negli anni sessanta il riferimento alle vicende biografiche della propria famiglia, intrecciate agli eventi politici di Bologna e dell'Italia risorgimentale, prevalse su tutta la produzione letteraria di Bonafede.
Il 1º ottobre 1860 il figlio Luigi morì nella battaglia del Volturno durante la spedizione dei Mille. Tre anni dopo Carolina Bonafede ne scrisse la biografia, ripercorrendone le principali tappe della vita e il percorso formativo - dalla scelta di rinunciare al sacerdozio per dedicarsi alla carriera militare, su esempio del padre, alla partecipazione alla prima guerra d'indipendenza; dall'arresto a Bologna e le torture subite nel 1853, al lungo periodo di detenzione; dalla sua scarcerazione nel 1855, alla morte in battaglia a Capua, arruolato, tra i Mille, nel corpo degli zuavi dell'esercito meridionale.
Le Memorie, dedicate "ai fratelli e alle sorelle" cresciuti con i genitori a Piacenza e di cui aveva perso traccia, rappresentano il riconoscimento e il ricongiungimento della scrittrice "nata Pizziconi" con la famiglia originaria e l'intreccio dei legame tra famiglia e nazione sul terreno dei comuni affetti e degli ideali di libertà e indipendenza incarnati dal figlio perito in battaglia. Le Memorie affermano nel contempo la sua identità di scrittrice come madre e moglie di patrioti, custode della memoria dei familiari caduti perché "altra parte d'Italiani avessero libera la parola e libero il braccio alla totale emancipazione della comune patria":
(Carolina Bonafede, Memorie biografiche di Luigi Sabatini-Bonafede dettate dalla madre dell'estinto Carolina Bonafede nata Pizziconi, 1863, pp. 86-87)
La scrittrice non fu tuttavia restia ad un impegno personale nell'arena politica. Frequentò e supportò alcune combattenti mazziniane, come Anna Grassetti Zanardi; con quest'ultima, Carlotta Trebbi e Nina Evangelisti fondò nel 1862 la Società patriottica femminile bolognese, con lo scopo di raccogliere sussidi per il compimento dell'unità nazionale. Nel 1865 la Ladies’ Society of Bologna, di cui era presidente onoraria Teresita Garibaldi, inviò al governo statunitense una lettera di cordoglio per l'assassinio di Abramo Lincoln, "martire della libertà".

### Anni settanta
Gli ultimi scritti di Bonafede risalgono agli anni settanta: il primo è dedicato alla memoria dei nipoti, tra i quali compare Emele Taylor, la bimba adottata dal figlio Vincenzo (1830-1896) e dalla moglie Penelope Every-Clayton (1835-1913), che visse quattro anni con Carolina e morì a Bologna nel 1868.
A Roma pel dì 1. luglio 1871, scritto dopo l’unificazione, anch'esso rivolto ai nipoti, racconta la storia dell'Italia degli ultimi settant'anni "nella prospettiva d’una storia familiare condivisa".
Dell'ultimo scritto è rimasta solo traccia del titolo, Considerazioni relative ai matrimonii dell'ufficialità dell'esercito italiano (1878).

### Morte
Carolina morì il 6 giugno 1888. Venne sepolta in Certosa accanto al marito, con una epigrafe che recita: “Qui giace Carolina Bonafede nata Pizzigoni. Molto visse, molto pianse, poco gioì. Esultante salutò Italia rifatta nazione".

## Il modello della madre patriottica

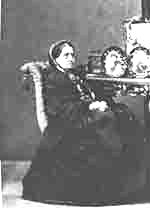
Adelaide Cairoli, esempio di "madre eroica" risorgimentale

Secondo la studiosa di storia moderna Marina D'Amelia, autrice di un saggio su Le madri risorgimentali, il periodo delle battaglie per l'indipendenza italiana rappresentò uno spartiacque nella ridefinizione dell'identità della "madre italiana". Alla "maternità" sarebbe stata assegnata una funzione vocativa, di missione, all'interno della quale la centralità della relazione con i figli maschi, sempre più connotata in termini protettivi e simbiotici, in nome del comune sostegno degli ideali patriottici, avrebbe rappresentato uno degli elementi costitutivi.
È all'interno di questo concetto di "madre patriottica" che Maria Cecilia Vignuzzi nel suo saggio pubblicato nel volume collettaneo Famiglia e nazione nel lungo Ottocento italiano legge la figura di Carolina Bonafede. La studiosa individua nel percorso intellettuale della scrittrice piacentina una progressiva ridefinizione dell'idea di nazione e della posizione della donna nella società, che rifletterebbe, a suo parere, "la parabola descritta dal discorso patriottico nei confronti delle donne", dal "maternalismo mazzininiano" nel quale la "madre patriottica" rappresentava un modello di partecipazione femminile, all'esautorazione del valore pubblico assegnato alle funzioni materne del periodo postunitario.
Mentre nei suoi primi scritti, ed in particolare nel suo repertorio biografico di donne illustri bolognesi, il modello proposto da Bonafede sarebbe stato quello della "donna emancipata, istruita, con solidi valori morali e impegnata politicamente", anche se non attiva in prima persona, negli anni cinquanta avrebbe prevalso il nuovo modello della "madre patriottica", fatto di amore, dedizione e sacrificio, "incentrato sull'educazione dei figli e sul sostegno dei patrioti a livello morale", che non prevedeva la messa in discussione dei ruoli di genere.
L'identità letteraria di Bonafede si sarebbe costruita sull'intreccio tra storia nazionale e vicende biografiche, nel quale la storia assumeva la dimensione di una "missione familiare", un modo per continuare le battaglie avviate dal marito e dai figli. All'interno dell'ambiente letterario e politico risorgimentale la sua immagine di scrittrice sarebbe stata legata a quella di moglie e madre di "eroi", al ruolo svolto nella custodia e nella trasmissione della memoria e degli ideali nazionali.
L'esperienza di scrittura come testimonianza le avrebbe consentito di partecipare agli eventi e di supportare il movimento politico; attraverso i suoi scritti, in parte anche autobiografici, avrebbe occupato un posto di rilievo nella scena pubblica, affermando la sua presenza in un campo, come quello della memorialistica, particolarmente sperimentato dalla prima generazione di "storiche amatoriali".
Negli anni settanta, secondo Vignuzzi, i contenuti degli scritti di Bonafede avrebbero registrato un ulteriore cambiamento, in termini involutivi: l'avvenuta unificazione avrebbe coinciso con "il definitivo abbandono delle idee democratiche ed emancipazioniste". Nell'idea di nazione, a immagine familiare, il re Vittorio Emanuele venne da lei indicato come il "padre" degli italiani, colui che aveva la responsabilità di renderli «un popolo sobrio, laborioso, guerriero; alle leggi devoto, al sovrano fedele»: un progetto di nazione fondata sull'ordine gerarchico e sulla "normalizzazione" che non prevedeva per le donne lo spazio pubblico che avevano in precedenza occupato.

## Opere
- Carolina Bonafede, Cenni biografici e ritratti d'insigni donne bolognesi : raccolti dagli storici più accreditati dalla signora Carolina Bonafede, Bologna, Tipografia Sassi nelle Spaderie, 1845.
- Carolina Bonafede, Cenno storico di Civita-Vecchia. Lettera di Carolina Bonafede al suo figlio Luigi, Bologna li 6 Agosto 1841, in Il Piccol Reno. Foglio settimanale, vol. 1, n. 13, 27 settembre 1845,  pp. 97-100. URL consultato il 4 agosto 2023.
- Carolina Bonafede, Memorie letterarie e biografia di Ottavio Mazzoni Toselli raccolte da Carolina Bonafede, Bologna, Tipografia gov. alla Volpe, 1848.
- Carolina Bonafede, Lo studio di Elisabetta Sirani visitato da Cosimo de' Medici che fu terzo di questo nome, in Il lieto augurio : strenna bolognese pel 1852, Anno secondo, Bologna, Società tipografica bolognese, 1851.
- Carolina Bonafede, Sofia Mansfield, in Il lieto augurio : strenna bolognese pel 1853, Anno terzo, Bologna, Società tipografica bolognese, 1853.
- Carolina Bonafede, Episodio per romanzo storico, in Il lieto augurio: strenna bolognese, Anno quinto, Bologna, Società tipografica bolognese, 1855.
- Carolina Bonafede, Gli studenti, in Albo Felsineo per l'anno 1856, Bologna, Tip. gov. alla Volpe, 1856.[31]
- Carolina Bonafede, Elisabetta Sirani pittrice, intagliatrice e musicista bolognese : azione storico-drammatica, Bologna, Tip. di G. Monti al Sole, 1856.
- Carolina Bonafede, Memorie biografiche di Luigi Sabatini-Bonafede dettate dalla madre dell'estinto Carolina Bonafede nata Pizziconi, Bologna, Stab. Tip. di G. Monti, 1863.
- Carolina Bonafede, Lamento alla memoria de' suoi nipoti Harriette ed Odoardo Sabatini-Bonafede e della sua figlia d'amore Emele, Bologna, Tipografia Regia, 1870.[59]
- Carolina Bonafede, A Roma pel dì 1. luglio 1871, Bologna, Regia Tipografia, 1871.
- Carolina Bonafede, Considerazioni relative ai matrimoni dell'ufficialità dell'esercito italiano, Bologna, Bologna, Regia tipografia, 1878.
- Carolina Bonafede nata Pizziconi, Memorie biografiche di Luigi Sabatini-Bonafede dettate dalla madre dell'estinto, Bologna, Stab. Tip. di G. Monti, 1863.